# Will McDonald
William Dubois McDonald (New Orleans, Louisiana, 5. listopada 1979.) američki je profesionalni košarkaš. Igra na poziciji krilnog centra, a trenutačno je član španjolske Gran Canarije.

## Karijera
Nakon sveučilišne karijere na sveučilištu Južna Florida, profesionalnu karijeru je 2003. započeo u francuskom prvoligašu Chalon-sur-Saône. 2004. odlazi u španjolsku Gran Canariju, a nakon jedne sezone postaje članom Estudiantesa. Dres Estudiantesa nosio je dvije sezone, a 2007. odlazi u TAU Cerámicu, danas Caju Laboral. Nakon završetka sezone 2008./09. postao je slobodan igrač. Potpisao je ugovor sa španjolskom Gran Canarijom.

## Vanjske poveznice
- Profil na Euroleague.net
- Profil[neaktivna poveznica] na Mirosport.net
- Profil  Arhivirana inačica izvorne stranice od 25. ožujka 2008. (Wayback Machine) na TAU Cerámica (šp.)